# كفر نكلا
قرية كفر نكلا  هي إحدى القرى التابعة لمركز المحمودية في محافظة البحيرة في جمهورية مصر العربية. حسب إحصاءات سنة 2006، بلغ إجمالي السكان في كفر نكلا 4012 نسمة، منهم 2047 رجل و1965 امرأة.